# The Exorcism of Emily Rose
(Epitaffio sulla tomba di Emily Rose)
The Exorcism of Emily Rose è un film del 2005 diretto da Scott Derrickson, ispirato al caso giudiziario dell'esorcismo di Anneliese Michel.

## Trama
L'ambiziosa avvocata Erin Bruner accetta di difendere Padre Richard Moore, un prete cattolico accusato dell'omicidio colposo della diciannovenne Emily Rose avvenuto durante un tentativo di esorcismo e che insiste a dichiararsi innocente, sebbene la Chiesa cattolica vorrebbe che si riconoscesse colpevole per attenuare l'attenzione pubblica sul crimine. 
Emily, appena arrivata al college, aveva iniziato a perdere temporaneamente il controllo del proprio corpo sempre intorno alle 3.00 del mattino e ad avere visioni, così era tornata a casa dove, dopo essere stata inutilmente curata per epilessia e schizofrenia, fu affidata dai genitori a Padre Moore che, cercando di praticare un esorcismo, scoprì che nel corpo della ragazza abitavano sei demoni (tre avevano posseduto Caino, Nerone e Giuda Iscariota, il quarto era parte della Legione, il quinto è Belial e il sesto e ultimo era Lucifero) e ipotizzò che i medicinali assunti da Emily fossero la causa del fallimento dell'espulsione dei demoni, poiché paralizzavano l'attività del cervello impedendo alla ragazza di reagire.
È così che, mentre il procuratore Ethan Thomas porta alla sbarra diversi medici per ottenere una spiegazione scientifica sugli strani comportamenti di Emily (es.: epilessia e schizofrenia) e smentire quindi la teoria della possessione demoniaca, la Bruner porta l'antropologa Sadira Adani per testimoniare sulle credenze che circondano il possesso spirituale in varie culture.
Nel frattempo, mentre Graham Cartwright, il medico che ha assistito all'esorcismo, muore travolto da un'auto dopo aver dato all’avvocata l’audiocassetta su cui è stato registrato l'esorcismo e anche la Bruner comincia a sperimentare esperienze paranormali (es.: si sveglia alle 3.00 del mattino sentendo odore di bruciato), Padre Moore decide di testimoniare per poter raccontare la storia di Emily. È così che il giorno dopo, la Bruner, contravvenendo all'ordine del suo capo e rischiando quindi il licenziamento, richiama Padre Moore al banco dei testimoni permettendogli di leggere alla corte una lettera che Emily ha scritto prima di morire: la mattina dopo l'esorcismo, la Vergine Maria concesse a Emily di ascendere al Cielo se avesse voluto ma lei scelse di rimanere a sopportare la sua sofferenza per salvare i peccatori, ricevendo in seguito le stigmate della Passione di Cristo sulle mani e sui piedi. In base a ciò, il sacerdote aggiunge che Emily avrebbe pieno titolo di essere, un giorno, dichiarata Santa. 
Dopo una lunga deliberazione, la giuria dichiara Padre Moore colpevole ma, mentre l'avvocato Thomas sta già esultando per la vittoria, la portavoce della giuria specificata che, per la giuria, la pena è da considerarsi "già scontata" e la giudice Brewster accetta. Mentre Padre Moore è libero di andarsene, con malcelato disappunto di Thomas, il capo della Bruner le offre la piena compartecipazione allo studio legale, ma l'avvocata rifiuta. Successivamente, Moore e la Bruner visitano la tomba di Emily e il sacerdote afferma che verrà il tempo in cui Emily sarà dichiarata Santa.

## Produzione
La pellicola si ispira ad una vicenda realmente accaduta nel 1976 alla ragazza tedesca Anneliese Michel, morta in seguito a diversi rituali di esorcismo.
È stato prodotto dalle società Screen Gems, Lakeshore Entertainment e Firm Films.

## Distribuzione

### Data di uscita
Il film venne distribuito in varie nazioni, fra cui:
- Italia 1º settembre 2005 (festival di Venezia, poi distribuito dal 7 ottobre)
- Canada 9 settembre 2005
- Stati Uniti d'America 9 settembre 2005
- Estonia 21 ottobre 2005
- Australia 27 ottobre 2005
- Polonia 28 ottobre 2005
- Finlandia 29 ottobre 2005[6]
- Nuova Zelanda, 30 ottobre 2005
- Bulgaria 5 novembre 2005[7]
- Cile 10 novembre 2005
- Grecia 10 novembre 2005
- Israele 10 novembre 2005
- Danimarca 11 novembre 2005
- Finlandia, Emily Rosen riivaaja 11 novembre 2005
- Messico, El exorcismo de Emily Rose 11 novembre 2005
- Russia 17 novembre 2005
- Colombia 18 novembre 2005
- Sudafrica 18 novembre 2005
- Spagna 18 novembre 2005
- Germania, Der Exorzismus von Emily Rose 24 novembre 2005
- Ungheria 24 novembre 2005
- Austria 25 novembre 2005
- Inghilterra 25 novembre 2005
- Argentina, El exorcismo de Emily Rose  1º dicembre 2005
- Repubblica Ceca 1º dicembre 2005
- Brasile, O Exorcismo de Emily Rose 2 dicembre 2005
- Svezia, Besatt 2 dicembre 2005
- Turchia, Seytan çarpmasi 2 dicembre 2005
- Francia, L'exorcisme d'Emily Rose  7 dicembre 2005
- Portogallo, O Exorcismo de Emily Rose 22 dicembre 2005
- Giappone 11 marzo 2006

## Accoglienza

### Incassi
Presentato al festival di Venezia il 1º settembre 2005 e distribuito il 9 settembre successivo, il film ha riscosso un grande successo, incassando 75.072.454 dollari solo negli USA e 69.144.014 nel resto del mondo, fra cui 5.751.578 in Italia e 5.609.245 in Germania, per un totale di 145 milioni in tutto il mondo.

## Riconoscimenti
- 2006 - MTV Movie Awards
  - Performance più terrorizzante (Jennifer Carpenter)
- 2006 - Saturn Award
  - Miglior film horror